# Kamieniczki (przystanek kolejowy)
Kamieniczki – nieczynny przystanek osobowy w Bielawie, w dzielnicy Kamieniczki; w województwie dolnośląskim, w Polsce. Obecnie nie ma na nim peronów.